# Station Fuku
Station Fuku (福駅, Fuku-eki) is een spoorwegstation in de wijk Nishi-Yodogawa-ku in de Japanse stad Osaka. Het wordt aangedaan door de Hanshin Namba-lijn. Het station heeft twee sporen, gelegen aan twee zijperrons.

## Treindienst
| 1 | ■ Hanshin Namba-lijn | richting Nishikujō, Namba en Nara |
| 2 | ■ Hanshin Namba-lijn | richting Amagasaki                |

## Geschiedenis
Het station werd in 1924 geopend.  

## Overig openbaar vervoer
Bussen 43 en 96.

## Stationsomgeving
Het station ligt in een voornamelijk industrieel gebied.
- Uniqlo
- Shin-Yodogawa-park
- 7-Eleven
- FamilyMart

(<<Hanshin-lijn) Amagasaki · Daimotsu · Dekijima · Fuku · Dempō · Chidoribashi · Nishikujō · Kujō · Dome-mae · Sakuragawa · Ōsaka Namba (Kintetsu Namba-lijn, Nara-lijn>>)